# Poleszjei fatemplomok
A poleszjei fatemplomok a 17–18. században épültek. A fa volt a fő építőanyag Fehéroroszországban a 19. század végéig. A későbbi kőépítészetet jelentősen befolyásolta az egyházi faépítészet.
A 17. és a 18. században két típusú Poleszje építészeti iskola alakult ki – a nyugati Poleszje és a keleti Poleszje. A nyugati Poleszje iskola területe Breszttől és Pinszkig terjedt. A terület jellegzetes építményei sajátos építési, tervezési stílust képviselnek.
Kereteik (vázak) különböző méretben és formában épültek, egységes típusú zsindelytetővel (Szent Nyikita műemléktemplom Zdzitava faluban). Ezen túlmenően, templomok épültek csonka sátortetővel a tornyokon (Üdvözlégy műemléktemplom, Otlusha faluban). Ez az építészet azonos a korabeli ukrán, litván és lengyel szakrális faépítészettel.
A Szent Nyikita műemléktemplom Zdzitava faluban a faépítészet gyöngyszeme, 1502-ben épült, a Zsabinkai járásban, a Mucsovec folyó jobb partján. A templom méretei 9,40×15,65×6 méter. A templom három derékszögű keretvázzal rendelkezik. A 19. században a bejáratot átépítették. A falakat függőleges fadeszkákkal fedték le.

## Külső hivatkozások
- UNESCO (angolul)
- Fénykép, leírás (oroszul)